# Frank Crowley (Leichtathlet)
Frank Crowley (eigentlich Arthur Francis Crowley; * 21. Mai 1909 in Proctor, Vermont; † 13. April 1980 in Clarkston) war ein US-amerikanischer Mittel- und Langstreckenläufer.
1932 qualifizierte er sich als US-Vizemeister über 1500 m für die Olympischen Spiele in Los Angeles, bei denen er Achter wurde.
1934 wurde er US-Meister über 5000 m.

## Persönliche Bestzeiten
- 1500 m: 3:53,6 min, 16. Juli 1932, Palo Alto
- 1 Meile: 4:14,4 min, 20. Juni 1931, New York City
- 2 Meilen: 9:22,4 min, 1934